# Bad Vöslau
Bad Vöslau és una ciutat balneari de la Baixa Àustria, Àustria. També coneguda com el bressol austríac del vi negre.

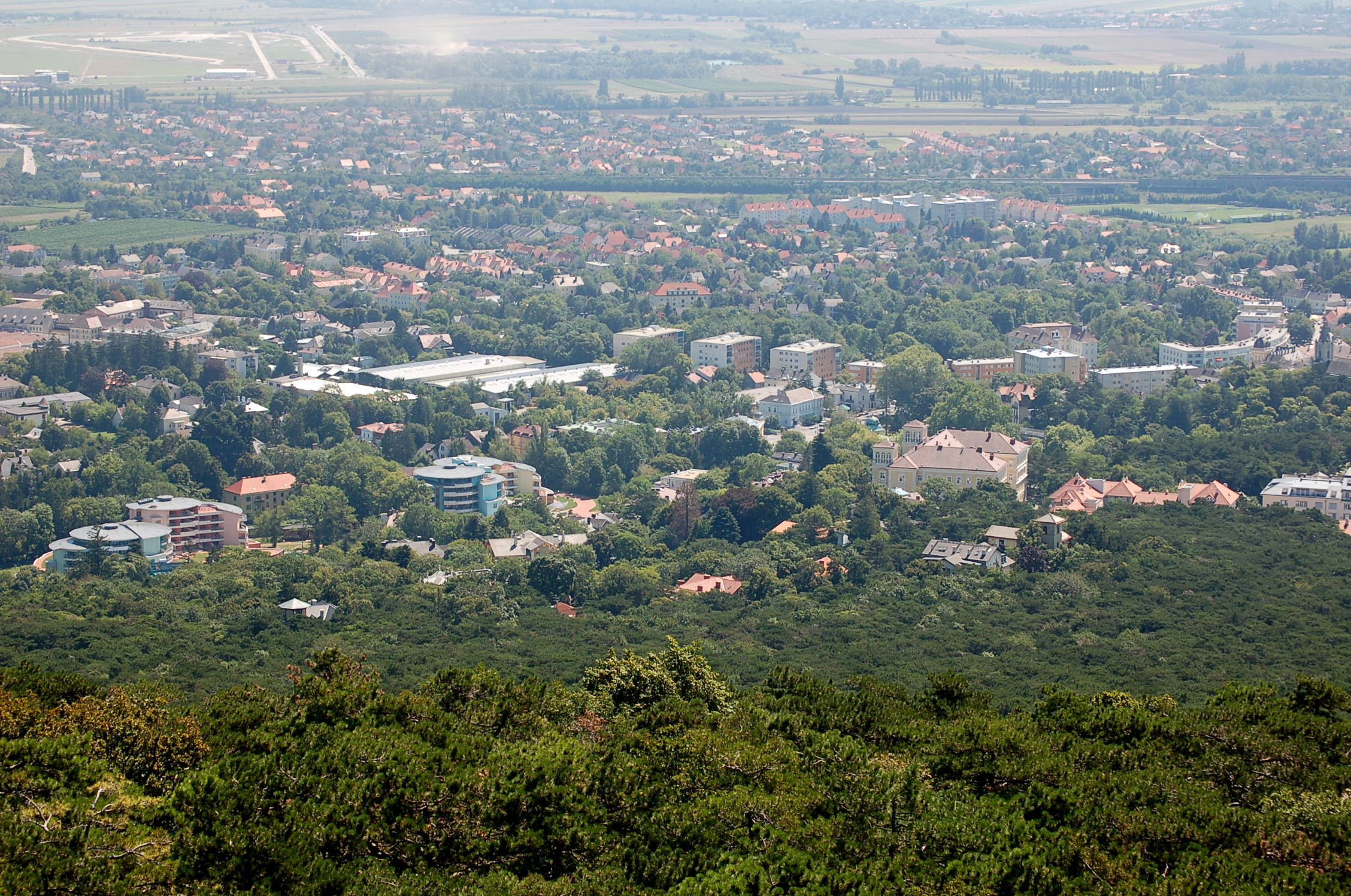
Panoràmica de Bad Vöslau

## Geografia
Bad Vöslau està situada als vessants dels boscos de Viena (Wienerwald) a uns 35 km de Viena i a quasi 5 km de Baden bei Wien. S´hi troben dins del municipi diverses fonts termals.
La població té 12.062 habitants (1 de gener de 2019).

## Història
S´han trobat restes d´assentaments humans en Bad Vöslau des del Neolític. En temps de l'Imperi Romà les aigües termals ja s´utilitzaven.
Vöslau fou mencionat per primer cop en 1136 en el Salbuch del monestir de Klosterneuburg, on es menciona un Adoldus de Veselove.
En aquell moment, Vöslau només consistia d´un castell i un fossar. El castell de Vöslau fou saquejat i enderrocat per Matthias Corvinus en 1483.
En 1770, el comte de Fries propietari de les vinyars situats al voltant de Bad Vöslau, fou el pioner d´aquesta regió en la producció a gran escala de vi negre. El vi negre i el vi escumós procedents de Bad Vöslau foren famosos mundialment gràcies a Robert Schlumberger.
El 26 d´agost de 1867, el Tractat de Vöslau va ser signat entre el Regne de Grècia i el Principat de Sèrbia.
L´any 1954, Bad Vöslau esdevingué ciutat i així nasqué la marca "Vöslauer Stadtsiegel".

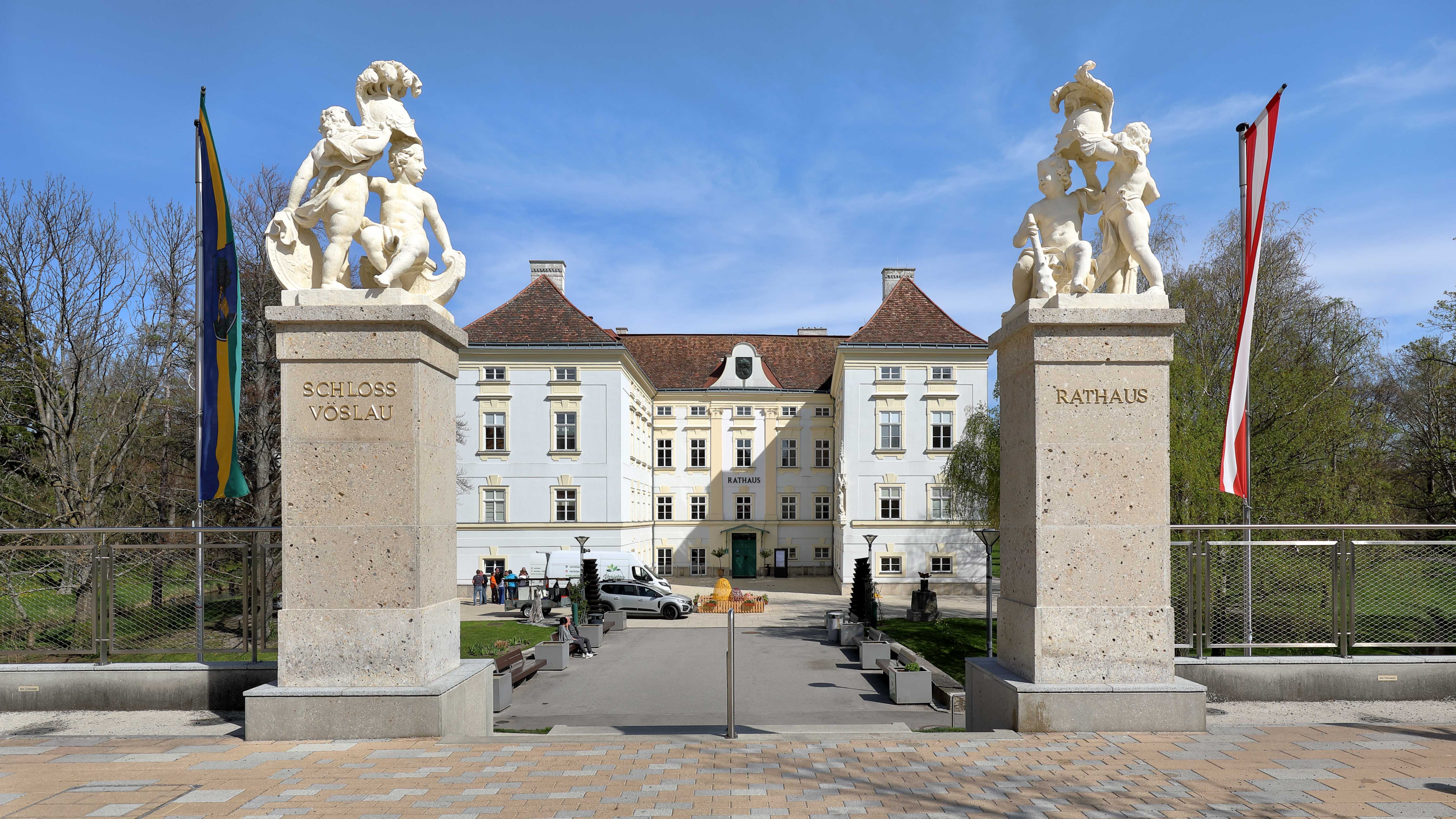
Castell de Vöslau

## Religions
En el cens de 2001, el 60,1% de la població és de confessió catòlica romana, el 9,9% evangèlica. La tercera comunitat més gran amb el 8.0% és la musulmana, seguida per les esglésies ortodoxes amb un 3,9%. Altres confessions religioses són per sota del 1% cadascuna. El 15,3% de la població no pertany a cap religió.